# Сёрэйкай
Сёрэйкай (яп. 新進棋士奨励会 Синсин киси сё:рэйкай, «организация содействия прогрессу новых профессиональных игроков») — единственное в мире учреждение, готовящее профессиональных игроков в сёги. Имеет 2 филиала: в Токио и Осаке. Работает под патронажем Японской ассоциации сёги.
Обычно в Японии используется сокращённое название организации 奨励会 (Сё:рэйкай).

## Студенты
В Сёрэйкай одновременно занимается около 150 учащихся (около 120 мальчиков и 30 девочек). У каждого учащегося имеется личный учитель — профессиональный сёгист. Отдел подготовки профессиональных сёгисток носит название Икусэйкай (яп. 女流育成会 Дзё:рю: икусэйкай, «женская организация содействия прогрессу»). Занятия проводятся по субботам и воскресеньям.
В Сёрэйкай принимаются игроки до 20 лет (в основном, 10—14-летние), решившие стать профессионалами и достигшие уровня не менее 5 любительского дана. Прошедшим конкурсный отбор, в зависимости от результатов вступительных экзаменов, присваивается разряд от 6 до 4 профессионального кю. Далее учащиеся регулярно участвуют во внутренних турнирах и изучают теорию сёги, повышая свой уровень.
Во время обучения студенты Сёрэйкай привлекаются для ведения кифу в официальных профессиональных турнирах.
Примерно 80% учащихся в процессе обучения отсеиваются: выбывают не успевшие достичь уровня 1 профи дана к возрасту 20 лет, и уровня 4 профи дана — к возрасту 25 лет.
Учащиеся, достигшие 3 профи дана, дважды в год играют в общем «турнире 3-х данов» Восточной и Западной Сёрэйкай. Победители этого турнира (обычно, двое) становятся выпускниками Сёрэйкай, получают 4 профи дан и статус профессионала. Далее им начинает выплачиваться зарплата за официальные партии, и они получают право участия во всех профессиональных турнирах. Достигшие же 3 профи дана получают право работать официальными преподавателями сёги.
Результаты всех лиговых игр студентов Сёрэйкай ежемесячно публикуются в журнале «Мир сёги».

## Икусэйкай
Студентки Икусэйкай (структуры, с 2009 года унифицированной с женскими сёгистскими курсами Кэнсюкай (яп. 研修会)), достигшие 2 профи кю, получают профессиональный статус (и разряд «2-й женский кю») и могут начать выступать как профессионалки, а могут по выбору продолжить обучение в Сёрэйкай. Однако, большинство выпускниц выбирает первый вариант, первой выбрала продолжить обучение в Сёрэйкай сильнейшая сёгистка современности Кана Сатоми, достигшая в 2012 году уровня 1 профи дана Сёрэйкай (одновременно, имея 5 женский дан); в 2013 году она достигла 3 дана Сёрэйкай. После неё этот путь избрали и некоторые другие профессиональные сёгистки. В 2017 года, в возрасте 25 лет, Сатоми выбыла из Сёрэйкай, как не достигшая 4 мужского профессионального дана.

## История
Исторически, Сёрэйкай является наследницей системы иэмото, существовавшей в эпоху Эдо в трёх семьях сёги: Охаси, Боковой Охаси и Ито. Однако в период Мэйдзи эта система рухнула вместе со всем миром сёги. Новая система обучения была выстроена после образования в 1924 году Токийской ассоциации сёги. Однако в годы Второй мировой войны и эта система рухнула. После войны мир сёги, как и вся Япония, испытывал большие трудности; страна лежала в руинах, еды не хватало. Филиал Сёрэйкай в Осаке возобновил свою работу в 1947 году, а в Токио — только к 1949 году, силами молодого профессионального игрока Ясуо Харады, организовавшего обучение в большом доме в районе Сугинами, в котором он тогда временно жил.
До XXI века абсолютно все студенты Сёрэйкай были этническими японцами; в 2012 году сдать вступительные экзамены в Сёрэйкай безуспешно пытались братья Чжан Син и Чжан И из Шанхая (первый из них, сдав экзамены в Сёрэйкай, учился до 2011 года, но вылетел), а в 2013 году экзамены в Кэнсюкай сдала польская сёгистка Каролина Стычинская.